# Pentalagus furnessi
Pentalagus furnessi — вид зайцеподібних гризунів родини Зайцеві (Leporidae).

## Поширення
Ендемік Японії. Поширений лише на двох невеликих островах — Амамі-Осіма і Токуносіма з групи островів Амамі. За оцінками 2015 року популяція виду острові Амамі-Осіма становила близько 5 тис. особин, а на острові Токуносіма проживало близько 400.

## Опис
Кролик середнього розміру. Довжина тіла 43-51 см, хвоста — 1,5 см. Вуха невеликі або середніх розмірів, приблизно 4,5 см завдовжки. Ноги короткі. Ступні короткі і широкі. Характерні дуже довгі (10-20 мм), товсті викривлені кігті. Волосяний покрив густий і м'який, темно-коричневий з золотистим відтінком. Черево світло-рудувато-коричневе. Посередині грудей і черева проходить вузька біла смужка.

## Назва
Вид названо на честь американського антрополога Вільяма Генрі Фернесса (William Henry Furness III).

## Систематика
Найближчим родичем виду є Pliopentalagus, який був досить поширений в Євразії у міоцені та пліоцені.